# Білінчук Василь Дмитрович
Васи́ль Дми́трович Білінчу́к (псевдо: «Сибіряк»; 14 січня 1926, с. Жаб'є-Ільці, Косівський повіт, Станиславівське воєводство (нині Верховинський район Івано-Франківська область) — 28 травня 1952, с. Красник, Верховинський район) — український військовик, вояк ОУН-УПА, член Жаб'ївської СБ ОУН.

## Життєпис

### Родина
Четвертий син у п'ятидітній сім'ї, молодший брат Білінчука Дмитра — «Хмари» і полівтв'язня, учасника Норільського повстання Білінчука Михайла.
Виростав у національно свідомій родині, батько приятелював з відомим громадським діячем, відомим гуцульським письменником Онуфрієм Манчуком.
У 1941 році сім'ю Білінчуків, окрім найстаршого з братів, Дмитра, який уже був у підпіллі, виселили до Росії в Красноярський край. Разом зі старшим братом Онуфрієм працював у риболовецькій бригаді на Єнісеї. Законфліктувавши, вступив у бійку з бригадиром, а що той більше потерпів, а головне — був «з вільних», потрапив у в'язницю. Врятувало, що не виповнилося ще 18, тому отримав 2 роки за побутовою статтею. На волю вийшов з довідкою, у якій та стаття значилась, завдяки чому наприкінці 1944 року йому вдалося повернутись у Карпати.

### В УПА
На Гуцульщині вже розгорнула боротьбу Українська Повстанська Армія, брат Дмитро був сотенним командиром, псевдо «Хмара». Василь вступив до сотні кулеметником під псевдом «Сибіряк», брав участь у боях, а після переформування сотень у малі підрозділи був у охороні «Хмари», згодом перейшов у СБ, де часто, досконало володіючи російською, виконував спецзавдання. Вирізнявся надзвичайною силою: 18-кілограмовий кулемет носив наче гвинтівку, у походах обходився без амуніційного (солдата, що носив набої до зброї), носив взуття 47-го розміру, в оперативних документах чекістів проходив під псевдом «Атлет». Побратимам Василь Білінчук запам'ятався гуманізмом. Одного разу він знайшов у лісі ведмедя, що підрвався на міні; замість убити тварину Василь Білінчук вилікував її. Порятований ведмідь став ручним і навіть позував з господарем перед фотографом.

### Загибель
У 1952 році під час оточення боївки "Хмари" був захоплений в полон провідник кущової СБ Роман Тучак (псевдо «Кіров») погодився на співпрацю, з його допомогою чекістам вдалося схопити чи знищити ряд повстанців на Жаб'ївщині (тепер Верховинський район). Вивів опергрупу і на «Сибіряка». Боячись його неймовірної сили, полонити його навіть не пробували, а просто вбили кулеметною чергою з засідки.

### Вшанування
На місці загибелі повстанця місцеві жителі встановили хрест.

### Родина
- Син — Василь Портяк — український драматург, письменник, сценарист. Автор сценаріїв до таких відомих фільмів як: «Нескорений», «Вишневі ночі», «Залізна сотня» тощо.
- Онук — Орест Білінчук-Портяк «Сибіряк», український військовик, 4 БрОП «Рубіж». 2.5.1994. Загинув 10 червня 2025 [3]